# Saint-Genest-Malifaux
Saint-Genest-Malifaux ist eine französische Gemeinde mit 2.912 Einwohnern (Stand: 1. Januar 2022) im Département Loire in der Region Auvergne-Rhône-Alpes. Die Gemeinde gehört zum Arrondissement Saint-Étienne im Kanton Le Pilat. Die Einwohner werden Genesien(ne)s genannt.

## Geografie
Saint-Genest-Malifaux liegt etwa acht Kilometer südsüdöstlich von Saint-Étienne in der historischen Landschaft Forez. Hier entspringen die Flüsse Semène und Ondaine.
Umgeben wird Saint-Genest-Malifaux von den Nachbargemeinden Planfoy im Norden, Tarentaise im Nordosten, La Versanne im Südosten, Saint-Régis-du-Coin im Südosten, Marlhes im Süden und Südwesten, Jonzieux im Südwesten, Saint-Romain-les-Atheux im Westen und Nordwesten sowie La Ricamarie im Nordwesten.
Durch die Gemeinde führen die früheren Route nationale 82 und 501.

## Bevölkerungsentwicklung
| Jahr                       | 1962 | 1968 | 1975 | 1982 | 1990 | 1999 | 2006 | 2017 |
| -------------------------- | ---- | ---- | ---- | ---- | ---- | ---- | ---- | ---- |
| Einwohner                  | 1769 | 1749 | 1759 | 2199 | 2384 | 2691 | 2879 | 2861 |
| Quellen: Cassini und INSEE |      |      |      |      |      |      |      |      |

|  |  |

## Sehenswürdigkeiten
- Schloss Perusel
- Staustufe Les Plats
- Mühle Le Sapt